# 加尔塞勒-塞克维尔
加尔塞勒-塞克维尔（法語：Garcelles-Secqueville，法語發音：[ɡaʁsɛl sɛkvil] ⓘ）是法国卡尔瓦多斯省的一个市镇，属于卡昂区。加尔塞勒-塞克维尔于1827年由原市镇加尔塞勒（Garcelles）和塞克维尔拉康帕涅（Secqueville-la-Campagne）合并而成。2019年，加尔塞勒-塞克维尔与市镇圣艾尼昂-德克拉梅尼勒合并为新市镇勒卡斯特莱。

## 地理
加尔塞勒-塞克维尔（49°5'54"N, 0°17'23"W）面积5.64 平方千米，位于法国诺曼底大区卡爾瓦多斯省，该省份为法国西北部沿海省份，北濒大西洋英吉利海峡，东北与滨海塞纳省以海上边界相接，东临厄尔省，南至奧恩省，西与芒什省接壤。
与加尔塞勒-塞克维尔接壤的市镇（或旧市镇、城区）包括：贝朗格勒维尔、布尔盖比、希什博维尔、孔特维尔、罗康库尔、圣艾尼昂-德克拉梅尼勒、蒂伊拉康帕涅、卡斯蒂讷昂普莱讷。
加尔塞勒-塞克维尔的时区为UTC+01:00、UTC+02:00（夏令时）。

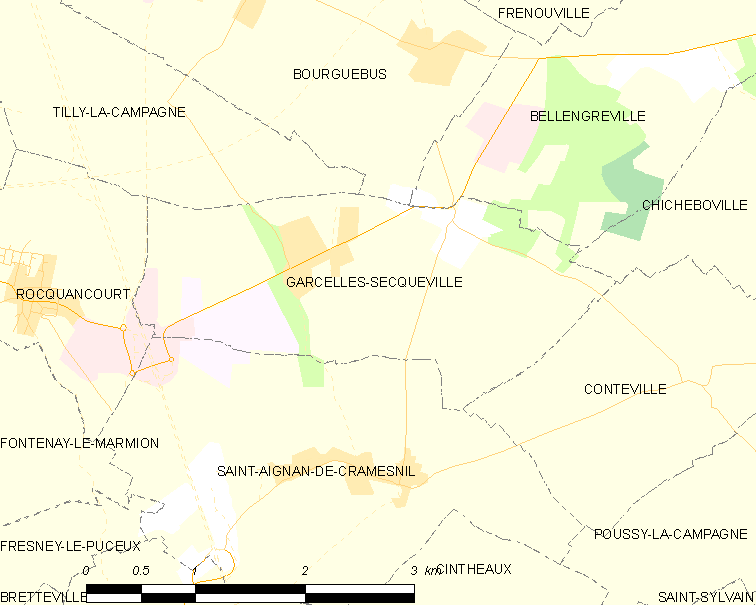
加尔塞勒-塞克维尔的OSM定位图

## 行政
加尔塞勒-塞克维尔的邮政编码为14540，INSEE市镇编码为14294。

## 政治
加尔塞勒-塞克维尔所属的省级选区为埃夫勒西县。

## 人口

1962-2008年间加尔塞勒-塞克维尔人口变化图示

加尔塞勒-塞克维尔于2018年1月1日时的人口数量为944人。